# Глинка (Брестская область)
Гли́нка (бел. Глінка) — агрогородок в Столинском районе Брестской области Беларуси. Административный центр Глинковского сельсовета.

## География
Расположен в 14 км напрямую на северо-западе от Столина, в 231 км от Бреста, в 21 км от железнодорожной станции Горынь, около автомобильной дроги Столин — Брест.
В 2,5 км в направлении на восток—северо-восток от агрогородка находится месторождение тугоплавких глин "Столинские Хутора".

## История
Впервые упоминается в конце XVIII века как собственность помещиков Ширмов. В середине XIX века деревня во владениях Солтанов.
В 1879 году относилась к православному приходу Теребежовской волости Пинского повета Минской губернии. В 1897 году работал хлебозапасный магазин и ветряная мельница.
С 1921 по 1939 годы в составе Теребежовской гмины Лунинецкого повята Полесского воеводства Польши.
С 1939 года в составе БССР. Работала начальная школа, бондарное ремесло. С 12 октября 1940 года центр сельсовета.
В 1970 году работали средняя школа, магазин, фельдшерско-акушерский пункт, отделение связи, Дом культуры, библиотека.
В 2002 году центр колхоза «1 Мая».
В 2011 году деревня Глинка преобразована в агрогородок.

## Население
Население агрогородка на 2019 год составляло 869 человек.
| 1795 | 1897  | 1909  | 1921  | 1939   | 1971   | 1980   | 2002   | 2005   | 2009   | 2019  |
| ---- | ----- | ----- | ----- | ------ | ------ | ------ | ------ | ------ | ------ | ----- |
| 253  | ▲ 386 | ▲ 519 | ▲ 709 | ▲ 1016 | ▲ 1630 | ▼ 1593 | ▼ 1349 | ▼ 1267 | ▼ 1132 | ▼ 869 |

## Культура
- Приход храма св. великомученицы Параскевы ПятницыДом культуры
- Музей ГУО "Глинковская средняя школа"

## Достопримечательности
- Приход храма святой великомученицы Параскевы Пятницы (1990-е)
- Обелиск (1965)